# Амбюль, Андрес
Андрес Амбюль (нем. Andres Ambühl; род. 14 сентября 1983, Давос, Граубюнден) — швейцарский хоккеист. Трехкратный серебряный призёр чемпионатов мира (2013, 2024) и 2025), 6-кратный чемпион Швейцарии. Рекордсмен в истории чемпионатов мира в высшем дивизионе по количеству проведённых турниров (20) и сыгранных матчей среди всех хоккеистов. Участник пяти зимних Олимпийских игр (2006, 2010, 2014, 2018, 2022). Двукратный обладатель Кубка Шпенглера (2005, 2007).

## Карьера

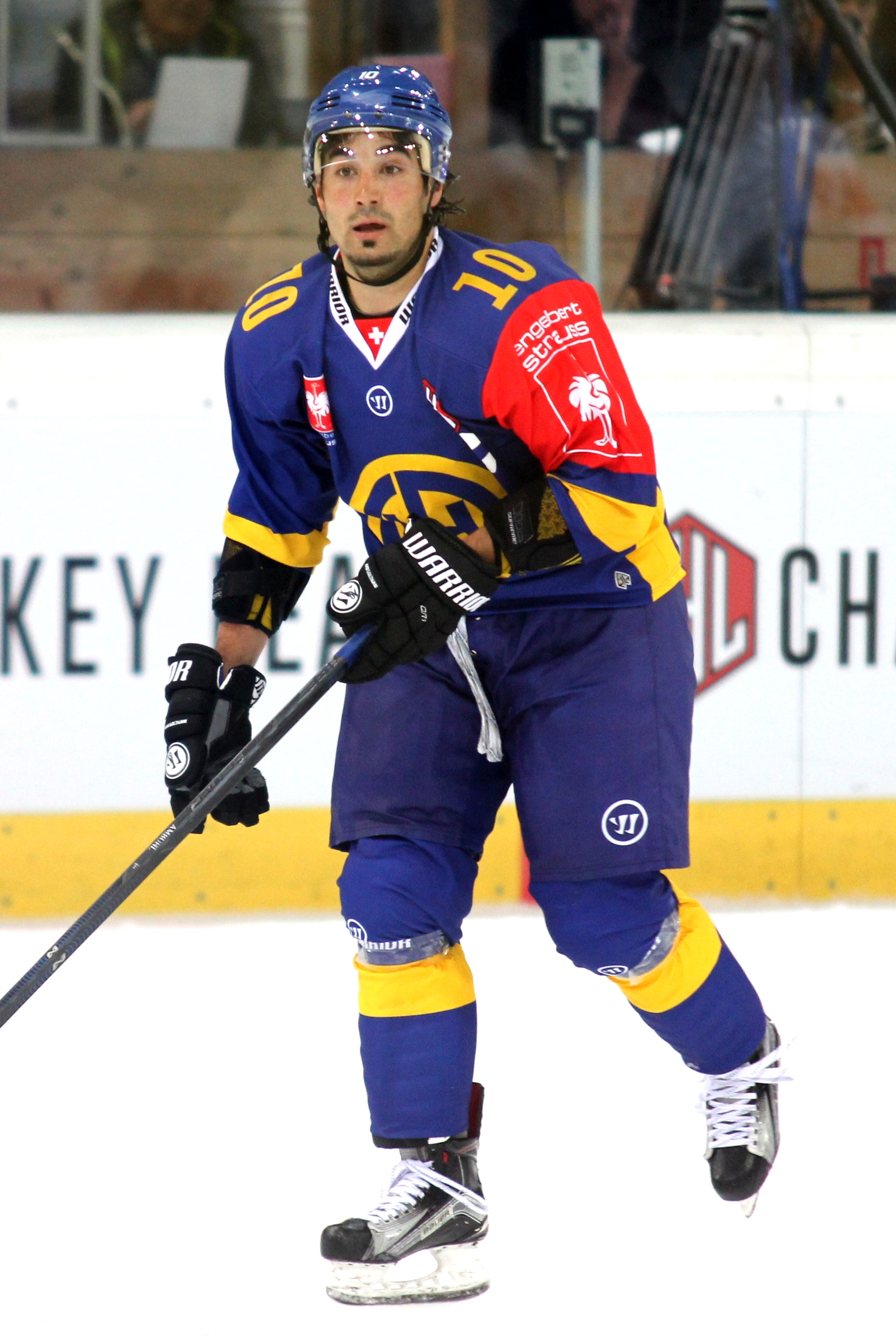
2015 год

Амбюль является воспитанником швейцарского клуба «Давос». В сезоне 2000/01 он набрал 41 очко в 31 игре за юношескую команду, и дебютировал за основной состав «Давоса». На его счету победная шайба в финале рождественского турнира Кубок Шпенглера 2006 года против сборной Канады (3:2).
Отыграв девять сезонов за «Давос», 27 мая 2009 года Амбюль подписал контракт с клубом НХЛ «Нью-Йорк Рейнджерс». Но весь сезон 2009/10 провел за фарм-клуб «Рейнджерс», «Хартфорд Вулф Пэк» из АХЛ.
17 апреля 2010 года Андрес вернулся в Швейцарскую национальную лигу, подписав контракт с «Цюрих Лайонс». В 2013 году вернулся в «Давос».
В 2013 году стал серебряным призёром чемпионата мира. В 10 матчах турнира Амбюль набрал 6 очков (2+4). На турнире Амбюль забросил по шайбе в ворота сборных Чехии и Словении на групповом этапе.
В 2018 году Амбюль пропустил чемпионат мира, где швейцарцы вновь стали серебряными призёрами.
18 января 2021 года продлил контракт с «Давосом» до окончания сезона 2022/23.
На церемонии открытия зимних Олимпийских игр 2022 года нёс флаг сборной Швейцарии.
Чемпионат мира 2022 года стал для 38-летнего Амбюля 17-м в карьере, это рекорд в истории турнира в высшем дивизионе среди всех хоккеистов. Игра против Канады (6:3) стала для Амбюля 120-й на чемпионатах мира, он превзошёл достижение немца Удо Кисслинга (119 матчей), которое держалось с 1991 года. Всего на чемпионате мира 2022 года Амбюль набрал 5 очков (3+2) в 8 матчах, швейцарцы выбыли на стадии 1/4 финала.
Играл на чемпионатах мира 2023 и 2024 годов, на последнем из них в возрасте 40 лет, это был 19-й чемпионат мира для Амбюля. Швейцарцы на турнире 2024 года дошли до финала, где уступили команде Чехии (0:2). 
В феврале 2025 года объявил о завершении карьеры после сезона 2024/25.
В мае 2025 года Амбюль приехал на свой последний 20-й чемпионат мира, который проходил в Швеции и Дании. 18 мая сделал хет-трик в матче против Венгрии (10:0). В финале (в котором Швейцария уступила сборной США в овертайме 0:1) Амбюль довел свой рекорд по количеству матчей, сыгранных на чемпионатах мира, до 151.

## Статистика

### Международные соревнования
| Год                  | Команда              | Турнир               | И  | Г  | П | О  | Ш  |
| -------------------- | -------------------- | -------------------- | -- | -- | - | -- | -- |
| 2004                 | Швейцария            | ЧМ                   | 7  | 1  | 1 | 2  | 6  |
| 2005                 | Швейцария            | ЧМ                   | 6  | 0  | 0 | 0  | 2  |
| 2006                 | Швейцария            | ОИ                   | 1  | 0  | 0 | 0  | 0  |
| 2006                 | Швейцария            | ЧМ                   | 6  | 1  | 1 | 2  | 8  |
| 2007                 | Швейцария            | ЧМ                   | 7  | 0  | 0 | 0  | 12 |
| 2008                 | Швейцария            | ЧМ                   | 7  | 2  | 3 | 5  | 2  |
| 2009                 | Швейцария            | ЧМ                   | 6  | 2  | 1 | 3  | 6  |
| 2010                 | Швейцария            | ОИ                   | 5  | 0  | 0 | 0  | 0  |
| 2010                 | Швейцария            | ЧМ                   | 7  | 4  | 2 | 6  | 4  |
| 2011                 | Швейцария            | ЧМ                   | 6  | 1  | 1 | 2  | 4  |
| 2012                 | Швейцария            | ЧМ                   | 7  | 1  | 0 | 1  | 0  |
| Всего (осн. сборная) | Всего (осн. сборная) | Всего (осн. сборная) | 65 | 12 | 9 | 21 | 44 |